# 7 Zwerge - Männer allein im Wald
7 Zwerge – Männer allein im Wald is een komedie uit 2004, geregisseerd door Sven Unterwaldt. Het verhaal is gebaseerd op Sneeuwwitje van de gebroeders Grimm en bevat daarnaast tal van verwijzingen naar andere films. In Duitsland werd het een van de meest succesvolle films met meer dan 6,5 miljoen bezoekers.

## Verhaal
Het land van de koningin is verdeeld in twee delen. Enerzijds is er de leefbare woongemeente dat wordt overheerst door het machtige slot, anderzijds is er het donkere Unterwaldt (een woud) dat enkel met de woongemeente is verbonden met een kleine brug over een rivier.
In Unterwaldt leven in het geheim zeven dwergen die vrouwen als lastposten en onheilsbrengers beschouwen, maar dat is vooral te wijten aan hun kindertrauma's: Bubi werd bewust gedumpt door zijn moeder, Sunny en Cloudy werden door hun lerares niet toegelaten tot het schooltoneel.... Ook dwerg Brumboss heeft een trauma, maar wanneer hij dit wil vertellen, komt hij steevast niet verder dan: "Ik was een gelukkig en tevreden man tot in die bewuste nacht die mijn leven veranderde."
De koningin verneemt op een dag van haar magische spiegel dat Sneeuwwitje mooier is. Ze vraagt de jager waarom Sneeuwwitje destijds in haar opdracht niet werd gedood. De jager verklaart dat hij haar had achtergelaten in een weeshuis. 
In het weeshuis verschijnt de "geest van de spiegel" in Sneeuwwitje's poppenhuis: er is een klopjacht op haar gestart. Sneeuwwitje vlucht weg en komt in Unterwaldt. De jager is het spoor verloren, maar verklaart dat zijn bloedhond (een West Highland white terrier) Sneeuwwitje heeft verscheurd en opgegeten. 
Wanneer de dwergen later op de dag thuiskomen, vinden ze Sneeuwwitje in een van de bedden. Ze mag blijven na haar voorstel om het huis letterlijk in twee te splitsen. Sneeuwwitje had zich dwergen kleiner voorgesteld, maar zij verklaren dat "dwerg zijn een manier van leven is".
De koningin achterhaalt dat Sneeuwwitje nog leeft, ontvoert haar en dumpt ze in haar kerker. De dwergen stellen een reddingsplan op, maar eenmaal aan het kasteel blijkt Brummboss niet bij hen te zijn.
In de kerker krijgt Sneeuwwitje bezoek van een priester. Dit blijkt Brummboss in vermomming te zijn. Hij vertelt eindelijk waarom hij een afkeer heeft van vrouwen: volgens de vroedvrouw stierven zijn vrouw en baby tijdens de bevalling. Daarop nam hij troonsafstand en wierp zijn kroon weg. De vroedvrouw zette de kroon op haar hoofd en werd zo koningin omdat de wet nu eenmaal bepaalt dat de regeerder wordt bepaald door degene die de kroon draagt.
De "priester" neemt Sneeuwwitje mee naar het schavot, maar net wanneer haar "executie" begint, stelt Brummboss zich voor als zijnde de koning die achttien jaar geleden verdween. Sneeuwwitje is zijn dochter. Daarop zet Brummboss de echte kroon op waardoor hij terug koning wordt.
Brummboss neemt Sneeuwwitje en de zes andere dwergen mee naar de troonzaal. Daar smijt hij een veer in de lucht. De dwerg waarop de veer valt, zal de man worden van Sneeuwwitje. Sneeuwwitje protesteert omdat ze in de kerker haar droomprins reeds heeft gevonden: de voormalige nar.
De zes dwergen gaan teleurgesteld naar hun eigen woonst. Omdat er een dwerg te kort is, nemen ze reus Ralphie aan als zevende lid. Hun vertrouwen in vrouwen is nogmaals gekrenkt en ze zweren om nooit nog iets te willen doen voor zulke schepsels. Lang duurt de belofte niet want Roodkapje klopt bij hen aan met de melding dat ze verdwaald is.

## Verwijzingen en parodies naar andere media of personen
- In de Ban van de Ring: de begingeneriek toont een map in de stijl van in Lord of the Rings. De plaatsnamen op de map hebben overeenkomsten met de namen van de acteurs.
- Gandalf: Een van de dwergen zoekt "de wijze" op wat te doen met Sneeuwwitje. Deze zegt om "de ene ring" in het vuur te gooien.
- Jaws
- Roodkapje
- De wolf en de zeven geitjes
- Madonna: de koningin draagt een puntig borstenpakje zoals Madonna droeg tijdens een van haar tournees.
- Unterwalt is naast de naam van het bos ook de achternaam van regisseur Sven Unterwaldt
- Riverdance: de dwergen dansen op deze stijl
- Ralphie wordt met Godzilla vergeleken
- Gute Zeiten, schlechte Zeiten: de dwergen dromen van een eigen televisiereeks waarop een introfilmpje start met de muziek van Gute Zeiten, schlechte Zeiten.
- Jurassic Park: Wanneer de dwergen hun eerste vergadering hebben, begint de tafel en het water te trillen en hoort men zware stappen. Dit blijkt Ralphie te zijn die aan de deur klopt.
- Armageddon: Wanneer de dwergen Sneeuwwitje redden, start er een slow motion scène die overeenkomsten heeft met Armageddon wanneer de astronauten op weg zijn naar hun ruimteschip.
- Aladin en de wonderlamp: Een van de dwergen vond ooit een wonderlamp, maar wist niet wat ermee te doen.
- Oosterse gevechtskunsten in de stijl van Jackie Chan